# Ectemnostegella
Ectemnostegella is een geslacht van wantsen uit de familie van de Corixidae (Duikerwantsen). Het geslacht werd voor het eerst wetenschappelijk beschreven door Lundblad in 1979.

## Soorten
Het genus bevat de volgende soorten:

- Ectemnostegella jamesi Hungerford, 1948
- Ectemnostegella lundbladi Hungerford, 1948
- Ectemnostegella montana Lundblad, 1928
- Ectemnostegella peruana Jaczewski, 1933
- Ectemnostegella pilosafrons Hungerford, 1948
- Ectemnostegella quechua Bachmann, 1961
- Ectemnostegella stridulata Hungerford, 1948
- Ectemnostegella tumidacephala Hungerford, 1948
- Ectemnostegella venturii Hungerford, 1948
- Ectemnostegella woytkowskii Hungerford, 1948